# كولخيس
كانت كولخيس (بالجورجية: ეგრისი؛ باليونانية: Κολχίς، كولخيس) دولة ومملكة ومنطقة جورجية قديمة قامت في غرب جورجيا، ولعبت دوراً هاماً في التشكيل العرقي والثقافي للأمة الجورجية والمجموعات العرقية التي لها علاقة بهم. كانت كولخيس من أول الدول الجورجية، وقد ساهمت بشكل كبير في تشكيل الدولة الجورجية في العصور الوسطى بعد اتحادها مع المملكة الجورجية الشرقية إيبيريا-كارتلي. استخدم المصطلح الكولخيون لوصف القبائل الجورجية الأولى التي عاشت على الساحل الشرقي للبحر الأسود.
كانت المنطقة الجغرافية الكولخية واقعة فيما يدعى الآن بغربي جورجيا، حيث كانت تكون المقاطعات التالية كولخيس: ساميغريلو، إيميرتي، غوريا، أتخارا، أبخازيتي، سفانيتي، راخا في جورجيا، ريزا، طرابزون وأرتفين (لازيستان وتاو-كلارجيتي) في تركيا، سوتشي وتوابسي في روسيا. وقد أنشأ الكوخيسيون دولتهم غالباً في القوقاز في منتصف العصر البرونزي.

## الجغرافيا

مملكة كولخيس، التي عاشت من القرن السادس حتى القرن الأول قبل الميلاد، تعد أول دولة جورجية قامت واستعمل المصطلح الكولخيون إشارة إلى القبائل القديمة الجورجية التي عاشت على الساحل الشرقي للبحر الأسود.
ظهر اتحاد قبلي جنوب قوقازي ثاني في القرن الثالث العشر قبل الميلاد على ساحل البحر الأسود ليوجِد مملكة كولخيس في غرب جورجيا. كانت المملكة أول دولة ضمت كل القبائل الجورجية الأولى (بما فيها الكارتفيليين الأخرى ن مثل شعب اللاز). تبعاً للمؤلفين الكلاسيكيين، هي المنطقة كان يحدها من الجنوب الغربي البنطس، من الغرب من البحر الأسود وصولاً إلى نهر كوراكس (يعتقد بأن اسمه حالياً نهر بزيبي في أبخازيا)، من الشمال سلسلة القوقاز الكبير، حيث تقع المملكة بينه وبين سرميتيا الآسية، من الغرب إيبيريا ومونتيس موسخيكي (حالياً القوقاز السفلي)، ومن الجنوب أرمينيا. وكانت بيتسوندا آخر بلدة إلى الشمال.
ظهر اسم كولخيس لأول مرة في إسخيلوس وبيندار. وكان الكتاب الأوائل يتحدثون عنها فقط تحت اسم أيا (Aia)، مقر إقامة الملك الخرافي أييتيس: «تكمن أيا الكولخية في أواخر حدود البحر والأرض،» كما كتب أبولونيوس من رودس. وكان النهر الرئيسي فاسيس (الآن ريوني)، الذي كان كما كتب البعض حد كولخيس الجنوبي، الذي تدفق على الأغلب من وسط البلاد من القوقاز في الغرب متجهاً جنوباً نحو يوزين والأتيكيتوس (الآن كوبان).

## التاريخ

### الأزمنة الغابرة
كانت منطقة شرق البحر الأسود في القدم منزلاً للحضارة البرونزية المتطورة المعروفة باسم الثقافة الكولخية، المرتبطة بجارتها الثقافة الكوبانية، التي ظهرت في منتصف عصر البرونز. ويبدو أن تطور المدنية في بعض المناطق الجورجية تقدم بشكل ملحوظ بحلول نهاية الألفية الثانية قبل الميلاد، قبل قرون من المستعمرة اليونانية في المنطقة. شهدت نهاية عصر البرونز الكولخي (من القرن الخامس عشر إلى القرن الثامن قبل الميلاد) تنمية كبيرة في مهنة صقل وسكب المعادن التي بدأت في المنطقة قبل وقت كبير من احترافها في أوروبا. وتمت صناعة الأدوات الزراعية التي تساعد على تخصيب الأرض، حيث ساعدت الأراضي المنخفضة والمرواة جيداً مع المناخ المعتدل على تطوير التقنيات الزراعية جيداً.
ذكر هيرودوت أن الكولخيون المصريون والإثيوبيون أول من مارسوا الختان، حيث يدعي أنه عرف ورثه الكولخيون من بقايا جيش الملك سيزوستريس، الذين اعتبرهم مصريين. قال أبولونيوس من رودس أن مصريي كولخيس قاموا بحفظ عدد من الألواح الخشبية تظهر الطرقات والبحار بدقة كبيرة. مع أن العلماء القديمين لم يؤمنوا بالنظرية المصرية، إلا أنهم دافعوا عنها - لكن من دون ملاقاة النجاح المطلوب، حيث لا يظهر المصريون أي صلة قرابة فيزيائية أو جينية أو ثقافية مع الكولخيون.
وتعتقد الكثير من النظريات المعاصرة أن أجداد اللاز-المنجرليين يشملون الوجود العرقي والثقافي المهيمن في المنطقة في القدم، وبالتالي لعبت دوراً هاماً في تكوين التركيب العرقي لجورجيي اليوم.

### كولخا

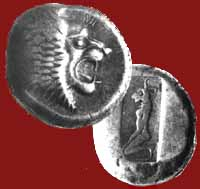
عمل نقدية كولخية.

في القرن الثالث العشر قبل الميلاد، تشكلت مملكة كولخيس نتيجة لتعزيز قوة ووحدة القبائل الكولخية في المنطقة. هذه القوة، التي ذكرت في الأساطير الإغريقية ككونها وجهة أرغوناطوس، بيت مدية ومجال السحر، عرفت باسم كولخا أو كيلخي للأراراتيون. كانت المملكة في حالة حرب دائمة مع الدول المجاورة، وتمكن الكولخيون من احتلال دياويهي في العقد الخامس للقرن السادس قبل الميلاد، لكنهم خسروا عدة مقاطعات (من بينها مدينة «إيلديموسا» الملكية) لصالح ساردوريس الثاني الأراراتي بعد حربَي 750-748 و 744-742 قبل الميلاد. واجتاح المملكة القرميون السكوثيون في 730-720 قبل الميلاد، وتفككت المملكة ووقعت تحت حكم الإمبراطورية الفارسية الأخمينية في منتصف القرن السادس قبل الميلاد، وأدرجت القبائل التي تعيش جنوب كولخيس في الساترابية الفارسية التاسعة عشر، في حين أن القبائل الشمالية استسلمت طوعاً.